# 제6회 서울국제사랑영화제
제6회 서울국제사랑영화제는 2008년 9월 29일에 열린 시상식이다.

## 수상 및 후보

### 대상
- 하늘에 계신 - 김정인 수상

### 우수상
- 현실 속에서의 진정한 구원과 천국의 의미를 일깨워준 화려한 휴가 - 선우문영 수상

### 배우상
- 시대의 기분 - 이채은 수상

### 심사위원특별상(단편경쟁부문)
- 외할머니와 레슬링 - 임형섭 수상

### 영화비평공모 홍성사상(대상)
- 빛처럼 가벼운 기적의 무게 - 안신영 수상

### C3TV상(단편경쟁부문)
- 빈방 - 정민규 수상

### 장편 초청 부문
- 벨라 - 알레한드로 몬테베르드
- 아버지를 마지막으로 본 것은 언제입니까? - 아넌드 터커
- 로맨스 - 에릭 로메르
- 천국의 가장자리 - 파티 아킨
- 윌로씨의 휴가 - 자크 타티
- 이웃 - 버스터 키튼 외 1명
- 우리의 환대 - 존 G. 브리스톤 외 1명
- 싸인 시커: 여섯 개의 빛을 찾아서 - 데이빗 L. 커닝햄
- 추방: 허용되지 않은 지성 - 나단 프랭코스키
- 임팩트: 패션 오브 크라이스트 - Timothy A. Chey
- 파워 오브 게임 - 마이클 앱티드
- 신이 찾은 아이들 - 크리스토퍼 퀸
- 예수님은 여러분을 사랑하십니다 - Robert Cibis

### 애니메이션 초청 부문
- 페르세폴리스 - 마르잔 사트라피
- 워킹 - 라이언 라킨
- 이 - 브제티슬라브 포야르
- 잃어버린 어린시절 - 자끄 드루엥
- 주택의 안전문제 - 존 웰던
- 사계절의 끝 - 폴 드리센
- 안전한 집을 위한 모든 개들의 지침서 - 레스 드류
- 정상은 아니예요 - 존 웰던
- 잭이 지은 집 - 론 투니스
- 블링커티 블랭크스 - 노먼 맥라렌
- 모래성 - 코 회드만
- 잃어버린 푸른 빛 - 폴 드리센
- 공기 - 폴 드리센
- 킁킁거리는 북극곰 - 코 회드만
- 왜 - 브제티슬라브 포야르
- 낡은 상자 - 폴 드리센

### 특별기획전
- 크로싱 - 김태균
- 인비저블 칠드런 - Laren Poole
- 푸어 앤 라이프 - 최상순 외 2명
- 쌍굴다리의 기적 / 당신이 천사입니다 - 다일공동체

### 사전제작지원작
- 외톨이 - 레인 정 수상

### 사전제작특별지원작
- 뱀과 비둘기 - 박지은 수상

### 국제 단편 경쟁
- 네쌍둥이 자살 - 강진아
- 레몬 트리 - 정우철
- 무한공간 - 김상수
- 힘을 내요, 고대리 - 김유석
- 잔소리 - 최정열
- 물의 기억 - 임창재
- 센티멘탈 이브 - 원성구
- 칼라-애쉬오브타임 - 박성주
- 155마일 - 이형석
- 기다리마 - 임동석
- 파가니니의 세탁소 - 이지원
- 너의 세계 - 서재경
- 안식 - 박성훈
- 시대의 기분 - 이현지
- 이상한 나라 - 한병아
- 천년기린 - 원종식
- 자유로운 새의 춤 - 박루슬란